# Innocenzo da Petralia
Brat Innocenzo da Petralia (ur. w Petralia Soprana, zm. w 1648 w Palermo) – włoski franciszkanin zajmujący się twórczością rzeźbiarską, aktywny głównie na terenach prowincji Marche. Większość jego dzieł stanowią krucyfiksy wykonywane dla klasztorów minoryckich na Sycylii oraz środkowo-wschodnich Włoch.

## Życiorys

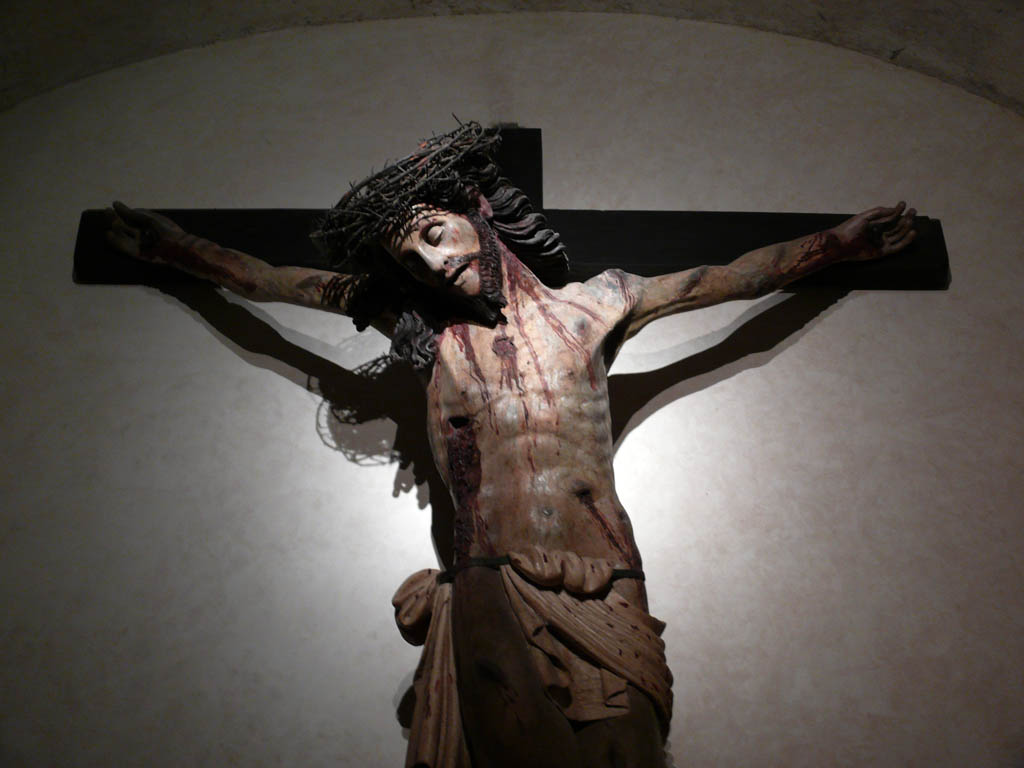
Innocenzo da Petralia, Krucyfiks, San Damiano

Jego życie w znacznym stopniu owiane jest tajemnicą. Urodził się prawdopodobnie około 1591 roku. Nie wiadomo, kiedy wstąpił do zakonu Braci Mniejszych. Analogie pomiędzy stylem jego krucyfiksów a dziełami bardzo wówczas cenionego minoryty Umile da Petralia, sugerują, że obaj zakonni rzeźbiarze utrzymywali ścisłe kontakty artystyczne.
Ekspresyjność jego przedstawień ukrzyżowanego Chrystusa, realistycznie ukazywane rany, wyraz głębokiego bólu, utrzymuje krzyże Innocenza w zgodzie z rozpowszechnionymi w dobie kontrreformacji kanonami sztuki religijnej.
Około pierwszej połowy XVII wieku opuścił Sycylię, przebywał w rzymskim klasztorze San Francesco a Ripa, a następnie przez kilkanaście lat tworzył w Marche oraz Umbrii. Wiele jego wyobrażeń ukrzyżowania zostawało odrzuconych z powodu ukazywania nadmiernego okrucieństwa. W 1640 powrócił na Sycylię.
Ostatnim znanym dziełem Petralii jest nieukończony krucyfiks znajdujący się w klasztorze Sant Antonio.

## Twórczość
Specjalizował się w tematyce pasyjnej. Do stosunkowo nielicznych dzieł Petralii ukazujących inne tematy zaliczana jest drewniana figura Madonny z Dzieciątkiem wyrzeźbiona dla klasztoru San Antonio w Palermo (obecnie w kościele Carmine w Sambucca).